# Гечсаран (месторождение)
Гечсаран — крупное газонефтяное месторождение в Иране. Входит в нефтегазоносный бассейн Персидского залива. Открыто в 1928 году. Эксплуатация с 1940 года. Залежи на глубине 0,3—3,6 км. Геологические запасы 5,2 млрд. тонн нефти, газа — 162 млрд. м3. Плотность нефти 0,87 г/см3, содержание серы 1,60%. Этаж нефтегазоносности - 2100 м. Водонефтяной контакт на глубине 2200 м. Эксплуатацию месторождения ведёт государственная компания "Iran National Oil Company". Добыча нефти в 2016 году составила 35 млн. тонн нефти или 700 000 баррелей в день.
Эксплуатируется 39 фонтанирующих скважин. Нефтепроводы в нефтеналивной порт на остров Харк (Персидский залив) и в город Абадан на нефтеперегонный завод.